# Elena Leușteanu
Elena Leușteanu (született Lehniuc, olykor Elena Leuștean, házasságai után Leușteanu-Teodorescu, Leușteanu-Popescu) (Cernăuți, Román Királyság (ma Ukrajna), 1935. július 4. – Bukarest, 2008. augusztus 16.) ötszörös Európa-bajnoki ezüst-, háromszoros olimpiai és világbajnoki bronzérmes román szertornász, országos bajnok és román válogatott triatlonista, tanársegéd.
Románia első olimpiai érmet nyerő tornásza. Sonia Iovannal együtt az első Európa-bajnokságon részt vevő és érmet szerző román tornász. A román válogatott többi tagjával együtt az első olyan román tornász, aki világbajnokságon vett részt 1954-ben és szerzett érmet 1958-ban. A román tornászok közül elsőként végezte talajgyakorlatát zenei kísérettel, éspedig George Enescu Román rapszódiák című művére.

## Életpályája
1935-ben az akkor a Román Királysághoz tartozó, jelenleg Ukrajnában található Csernyivciben egy hétgyermekes családba született Elena Lehniuc néven. Családnevüket édesapja később Leușteanura változtatta. Egyik testvére, Nicolai légvédelmi ezredes lett.
Elena nyolc éves volt, amikor szülővárosából Brassóba menekültek, ahol apja felcserként dolgozott. Már az elemi iskolában többféle sportban kitűnt, középiskolásként kézilabdázott, atletizált, síelt és tornázott. Későbbi tornasikerein kívül más sportágakban is jelentős eredményeket ért el: triatlonban országos junior bajnoki címet szerzett 1949-ben, 1953-ban pedig az atlétikai nemzeti válogatott tagja is volt.
A SMTCF Brașov klubban Dumitru-Popescu Colibaşi edzette. Tornászként előbb Adina Barlea, Ileana Jipa, majd 1951-ben a válogatottba kerülve Maria Simionescu, Petre Dungaciu és Caius Jianu voltak az edzői. 1953–1964 között a bukaresti Știința sportklubnak volt a tagja.
Tizenhét évesen egy gerincsérülést követően hónapokig kórházban volt, de szerencsésen felépült.
A bukaresti Testnevelési Intézetben (jelenleg Nemzeti Testnevelési és Sport Egyetem) diplomázott 1957-ben. 1959-ig az intézet tornatanszékén, majd a bukaresti Építészeti Műegyetem testnevelési tanszékén volt tanársegéd, 1974-től nyugdíjazásáig pedig tanszékvezető.
Kétszer házasodott; első férje Victor Teodorescu öttusabajnok volt, a második Románia Ausztriai Nagykövetségének egy Popescu nevű tisztviselője. Fia 1962-ben született.
1964-ben vonult vissza.
2008. augusztus 16-án hasnyálmirigyrákban hunyt el Bukarestben, kérésére elhamvasztották.

### Juniorként
Első nemzetközi szereplésén az Ifjúsági Világfesztiválon 1951-ben ötödik helyet sikerült elérnie a csapattal.

### Felnőttként

#### Országos eredmények
1953 és 1964 között harmincegyszer nyert országos bajnoki címet. Ezek közül 1956-ban és 1957-ben mind egyéni összetettben, mind pedig az egyes szereken ő lett az országos bajnok.

#### Nemzetközi eredmények
A Varsói Fesztiválon 1955-ben hatodik volt egyéni összetettben.
1956-ban Budapesten a Felszabadulás Barátságos Vetélkedőn hetedik helyet ért el.
Románia első Nemzetközi Bajnokságán 1958-ban úgy egyéni összetettben, mint az egyes szereken elnyerte a bajnoki címet. 1959-ben, 1961-ben és 1963-ban talajon, 1964-ben talajon és gerendán lett bajnok.
Teodorescu néven versenyezve 1959-ben a Német Demokratikus Köztársaság-Románia kétoldalú találkozón, illetve a Német Demokratikus Köztársaság-Románia-Franciaország találkozón egyéni összetettben második helyen végzett.
Ugyanez évben azonos néven szerepelt a Bucharest Interantionalon is, ahol negyedik helyezést ért el.

##### Európa-bajnokság
1957-ben részt vett a Bukarestben megrendezett első torna Európa-bajnokságon, ahol három ezüstérmet nyert: egyéni összetettben, felemás korláton és illetve talajon, így az ugyancsak dobogós Sonia Iovannal együtt lettek Románia első torna Európa-bajnoki éremszerzői.
Az Európa-bajnokság következő kiadásán, 1959-ben Krakkóban is kétszeres ezüstérmes lett: egyéni összetettben és felemás korláton.
1961-ben Lipcsében felemás korláton a negyedik, egyéni összetettben pedig a hatodik helyen zárt.

##### Világbajnokság
Világbajnokságon kétszer vett részt, először 1954-ben Rómában-ban, amely egyúttal legelső torna-világbajnoki jelenléte is volt Romániának. Ekkor érmet még nem sikerült szerezni, de negyedik helyet ért el a csapattal (Agneta Hofman, Anica Ţicu, Emilia Vătășoiu-Liță, Elena Dobrowolski, Teofila Băiașu, Evelin Slavici) és egyéni összetettben is egy ötödik, gerendán pedig egy hatodik helyet szerzett. Másodszor, 1958-ban Moszkvában-ban, a csapattal (Elena Petroșanu, Atanasia Ionescu, Sonia Iovan, Emilia Vătăşoiu-Liţă, Elena Dobrowolski) szerezte meg Románia első torna-világbajnoki érmét, egy bronzot. Ezen kívül még ugrásban is elért egy hatodik helyezést.

##### Olimpiai játékok
Pályafutása során az olimpiai játékok három kiadásán is részt vett, összesen öt bronzérmet szerezve. Először az 1956. évi nyári olimpiai játékokon Melbourne-ben, ahol bronzérmet nyert talajon és a csapattal (Sonia Iovan, Emilia Vătăşoiu-Liţă, Elena Săcălici, Uta Poreceanu, Elena Dobrowolski, Georgeta Hurmuzachi), ezzel ő, illetve csapattársai lettek Románia első olimpiai érmét megszerző tornászai. Ugyanitt negyedik helyen végzett egyéni összetettben, ötödiken a csapat kéziszergyakorlaton, hatodikon ugrásban és gerendán, illetve tizediken felemás korláton. Másodszor az 1960. évi nyári olimpiai játékokon Róma, ahol ismét bronzérmes lett a csapattal (Sonia Iovan, Atanasia Ionescu, Emilia Vătăşoiu-Liţă, Elena Dobrowolski, Uta Poreceanu) és tizenegyedik egyéni összetettben. Harmadik alkalommal, az 1964. évi nyári olimpiai játékokon Tokióban a csapattal (Sonia Iovan, Elena Ceampelea, Atanasia Ionescu, Emilia Vătăşoiu-Liţă, Cristina Dobosan) a hatodik, egyéni összetettben pedig a huszadik helyig jutott.

## Díjak, kitüntetések
1966-ban Kiváló Sportolói címmel tüntették ki.
2000-ben a Hűséges Szolgálat Nemzeti Kereszt III. osztályával tüntették ki.
A Román Torna Szövetség századik évfordulójának megünneplése alkalmával 2006-ban több olimpiai, világ- és Európa-bajnok tornásszal együtt kitüntetésben részesítette.